# Coluna de extração
Uma coluna de extração líquido-líquido é um equipamento de escala industrial para realizar a operação de extração líquido-líquido. Colunas de extração normalmente operam em contra corrente, com um líquido que é o extrato e uma corrente de solvente puro, que fará a extração. A máxima da eficiência de extração em colunas de extração é muito importante devido a ser diretamente relacionada à transferência de massa entre as fases liquidas.
O comportamento hidrodinâmico das colunas faz parte dos levantamentos que tem de ser feitos para a otimização de colunas de extração.
Colunas podem ser com ou sem agitação mecânica, que aumenta o contato entre as fases. Podem possuir pratos perfurados, flanges ou conterem recheio. Podem do tipo coluna pulsada ou coluna empacotada.
Nas colunas onde os estágios são separados por pratos fixos, a agitação da mistura é obtida somente através da turbulência dos fluidos percorrendo a coluna, e pelo contato entre as duas fases no interior da coluna.

## Aplicações
Biodiesel é purificado por lavagem em coluna de extração onde são retiradas impurezas tais como o catalisador, o excedente de álcool utilizado na reação de transesterificação, a glicerina livre residual, sais de ácidos graxos; tri-, di- e monoglicerídeos. O processo de purificação do biodiesel é realizado através de sua lavagem com água utilizando-se uma coluna de re-circulação com a aspersão do solvente na forma de spray.